# Labidura herculeana
La tisoreta gegant o tisoreta de Santa Elena (Labidura herculeana Fabricius, 1798) era un dermàpter difós únicament a l'illa de Santa Elena, en l'Oceà Atlàntic meridional. Va ser descrit per la primera vegada per l'entomòleg danès Johan Christian Fabricius al 1798.

## Descripció
Aconseguia els 8,5 cm de llarg, fent d'ell el major dermàpter existent en la seva època. El cos era robust i aplanat, de color negre lluent amb reflexos iridiscents; les potes tendien al vermellós, els èlitres eren curts, mentre les ales mancaven per complet.

## Biologia
S'alimentava probablement de vegetals.
Pel dia es quedava amagat en les esquerdes de les roques d'on sortia per les nits i en els dies de pluja.

## Distribució i hàbitat
Vivia a la part oriental de l'illa, on preferia les zones rocoses i planes.

## Conservació
La desaparició de l'hàbitat on aquesta espècie vivia i la introducció a l'illa de predadors, com les rates, els centcames (Scolopendra morsitans) i el pardal, seguida de la demanda per part dels col·leccionistes, van reduir el nombre d'exemplars. Tres expedicions científiques a l'illa (1988, 1993, 2003) a l'aguait d'algun exemplar van resultar inútils.
El 2014, una nova expedició tampoc no va aconseguir trobar-ne cap exemplar i, atès que l'últim exemplar viu havia estat trobat en 1967, aquest insecte s'ha classificat per la UICN com a extint.